# 250 (število)

## V matematiki
250 je sestavljeno število.
250 je nezadostno število.